# Robert Péri
Pour les articles homonymes, voir Péri.
Robert Péri est un footballeur français né le 20 janvier 1941 à Marseille (Bouches-du-Rhône) et mort le 14 janvier 2022 au Beausset dans le Var. 

## Biographie
Il a joué comme défenseur au Stade français et aux Girondins de Bordeaux dans les années 1960.
Il a été sélectionné en équipe de France à trois reprises de 1965 à 1967.

## Palmarès
- International français  de 1965 à 1967 (3 sélections)
- Finaliste de la Coupe de France en 1968 et en 1969 avec les Girondins de Bordeaux